# Sankta Hedvigskatedralen, Berlin
Sankta Hedvigskatedralen (tyska: Sankt-Hedwigs-Kathedrale) i Berlin är säte för Berlins ärkestift inom Romersk-katolska kyrkan och församlingskyrka för Sankta Hedvigs domkyrkoförsamling. Katedralen ligger vid torget Bebelplatz söder om Unter den Linden i Berlins historiska innerstad.
Kyrkan uppfördes under kung Fredrik II "den store" av Preussens regering, efter ritningar av Georg Wenzeslaus von Knobelsdorff och Jean Laurent Legeay. Pantheon i Rom tjänade som förebild. Den var då den första katolska kyrkobyggnad som uppförts i Berlin sedan reformationen, med särskilt tillstånd av kungen. Den stod färdig 1773 och vigdes åt helgonet Hedvig av Andechs, Schlesiens skyddshelgon. Många av de nyligen inflyttade katolikerna till Berlin var från Schlesien, som tillfallit Preussen genom schlesiska krigen. Kyrkan är sedan 1927 officiellt en mindre basilika inom Romersk-katolska kyrkan och är sedan 1930 säte för det då grundade Berlins ärkestift.
Katedralen brandskadades svårt under andra världskriget i ett bombanfall natten till 2 mars 1943. Ruinen låg i efterkrigstidens Östberlin och restaurerades mellan 1952 och 1963, med ny interiör ritad av Hans Schwippert och en ny kupolkonstruktion.
Mellan 2018–2024 genomgick katedralen en omfattande ombyggnation. Det nya altaret invigdes av ärkebiskop Heiner Koch den 1 november 2023. Katedralen återöppnades den 24 november 2024 av ärkebiskop Koch. 